# François Guillot (rose)
'François Guillot' est un cultivar de rosier grimpant obtenu en 1905 et mis au commerce en 1907 par le rosiériste orléanais Barbier. Il est issu d'un croisement Rosa wichuraiana x 'Madame Laurette Messimy' (Guillot, 1887).

## Description
Il s'agit d'un buisson aux ramures puissantes et au feuillage abondant, vert sombre et légèrement luisant, s'élevant à plus de 4 mètres. Ses fleurs semi-doubles ou doubles mesurant 10 cm montrent un cœur aux nuances jaunes;  elles sont parfumées et d'un beau blanc ivoire et laissent voir leurs étamines. Elles fleurissent en petites grappes retombant souplement. La floraison n'est pas remontante. Vigoureux et rustique, il résiste à des températures de -15° à -20°.
Ce rosier grimpant est parfait pour les pergolas, les piliers ou les arceaux.

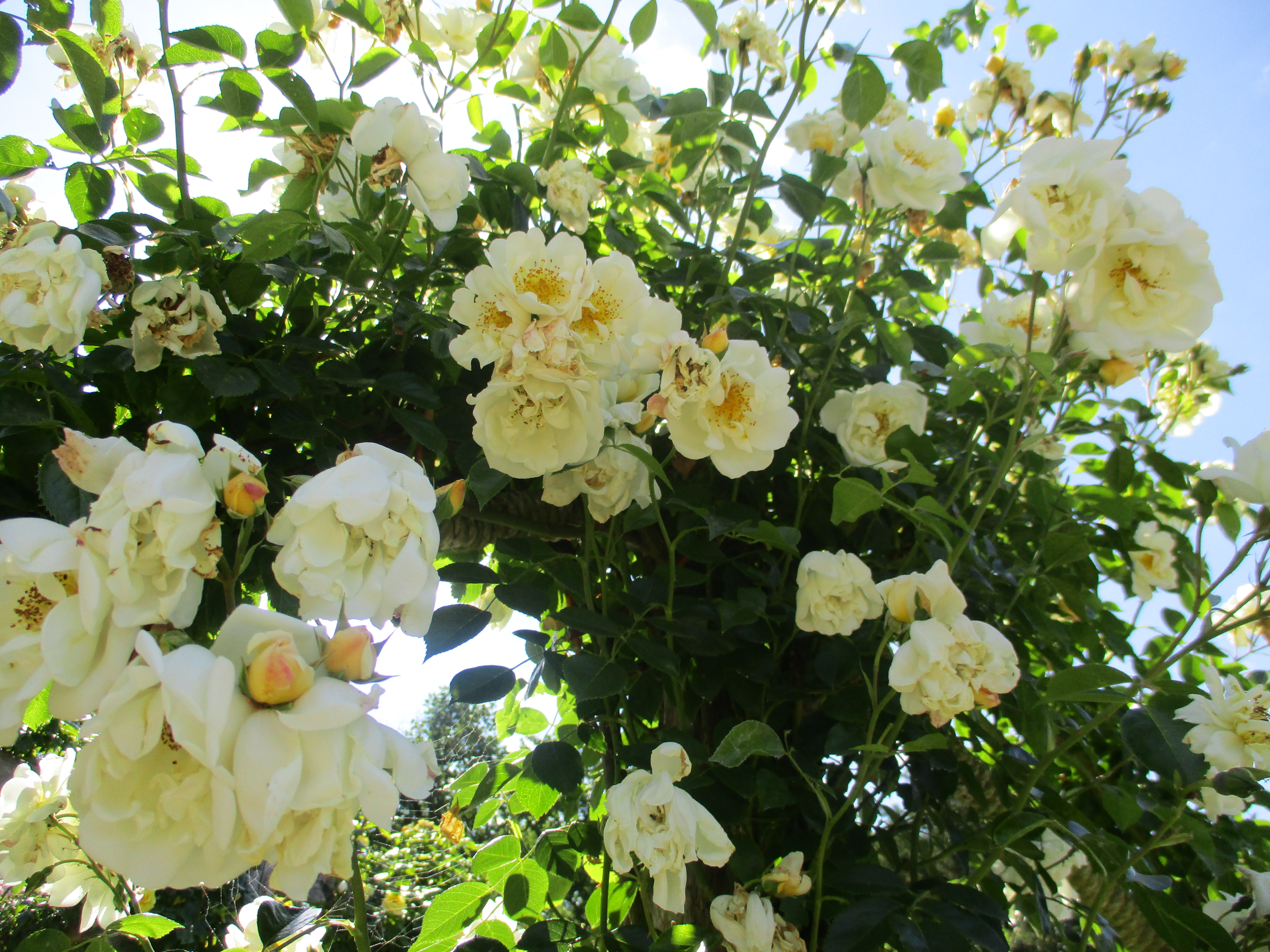
Rosier 'François Guillot' à Bagatelle.